# Casa Pubill (Barruera)
La Casa Pubill és un edifici del municipi de la Vall de Boí (Alta Ribagorça) protegit com a bé cultural d'interès local.

## Descripció
És una antiga casa i coberts modificats aquest segle, adossats a una torre de planta quadrada. La cantonada del carrer es va transformar en habitatge, eliminant el pas cobert del carrer Major i traslladant la capella del corral actual a l'interior. La torre tenia una planta més que feia de colomer, ha estat rebaixada aquest segle. L'escut de la porta també es va canviar de situació. Pel sota de la torre passava un carreró en diagonal amb un arc a cada façana cap a llevant i migdia. Hi ha una capella situada a la cantonada inferior de la nova façana principal. Porta renaixentista amb elements romànics reproduïts en motllos de guix. Interior amb sostre formant una falsa volta amb arc rebaixat que emmarca un retaule modern.

## Història
El primer esment de la fortalesa de Barruera, situada a l'entrada de la vall de Boí és de l'any 1171 en la deixa testamentària que fa Arnau Mir I, comte del Pallars Jussà a favor de Santa Maria de Mur. L'Antiga Casa Pubill o Quadra Coll (carrer Major, 37) va ser enderrocada en part, a principis de segle xx, i es va traslladar la casa pairal i capella a l'altra banda del carrer.